# Frenamya
Frenamya is een geslacht van tweekleppigen uit de  familie van de Pandoridae.

## Soorten
- Frenamya arcuata (Sowerby I, 1835)
- Frenamya ceylanica (Sowerby I, 1835)
- Frenamya cristata (Carpenter, 1865)
- Frenamya patula (Tate, 1889)
- Frenamya radians (Dall, 1915)